# 加拿大棒球名人堂
加拿大棒球名人堂與博物館（英語：Canadian Baseball Hall of Fame & Museum），位於加拿大安大略的棒球博物館。這個博物館主要用來紀念加拿大的棒球選手、棒球隊與紀念性的棒球成績。建立於1983年。

## 入選名人
- 傑基·羅賓森 (1991)
- 弗拉迪米爾·葛雷諾 (2017)
- 洛伊·哈勒戴 (2017)
- 佩卓·馬丁尼茲 (2018)

43°15′05″N 81°08′38″W / 43.251435°N 81.143845°W